# Amphoe Plai Phraya
Amphoe Plai Phraya   (thailändisch อำเภอ ปลายพระยา) ist ein Landkreis (Amphoe – Verwaltungs-Distrikt) der Provinz Krabi. Die Provinz Krabi liegt in der Südregion von Thailand.

## Geographie
Benachbarte Distrikte (von Norden im Uhrzeigersinn): die Amphoe Phanom, Phrasaeng, Chai Buri der Provinz Surat Thani, die Amphoe Khao Phanom und Ao Luek der Provinz Krabi und Amphoe Thap Put der Provinz Phang Nga.

## Geschichte
Der Landkreis Plai Phraya wurde am 15. Juni 1973 zunächst als Unterbezirk (King Amphoe) eingerichtet, indem die drei Tambon Plai Phraya, Khao Khen und Khao To vom Amphoe Ao Luek abgetrennt wurden. Er bekam am 12. April 1977 seinen vollen Amphoe-Status.

## Naturschutzgebiet
Das „Wildschutzgebiet Khlong Phraya“ (Khlong Phraya Wildlife Sanctuary) liegt an der Grenze nach Surat Thani.

## Verwaltung

### Provinzverwaltung
Das Amphoe Plai Phraya ist in vier Gemeinden (Tambon) eingeteilt, welche wiederum in 33 Dorfgemeinschaften (Muban) unterteilt sind. 
| \| No. \| Name \| Thai \| Muban \| Einw.[3] \| \| --- \| ----------- \| --------- \| ----- \| -------- \| \| 1. \| Plai Phraya \| ปลายพระยา \| 13 \| 18.014 \| \| 2. \| Khao Khen \| เขาเขน \| 06 \| 06.402 \| \| 3. \| Khao To \| เขาต่อ \| 07 \| 07.590 \| \| 4. \| Khiri Wong \| คีรีวง \| 07 \| 05.739 \| |             |           |       |        |
| No. | Name        | Thai      | Muban | Einw.  |
| 1. | Plai Phraya | ปลายพระยา | 13    | 18.014 |
| 2. | Khao Khen   | เขาเขน    | 06    | 06.402 |
| 3. | Khao To     | เขาต่อ     | 07    | 07.590 |
| 4. | Khiri Wong  | คีรีวง      | 07    | 05.739 |

### Lokalverwaltung
Plai Phraya (เทศบาลตำบลปลายพระยา) ist eine Kleinstadt (Thesaban Tambon) im Landkreis, sie umfasst Teile des Tambon Plai Phraya. 
Außerdem gibt es vier „Tambon-Verwaltungsorganisationen“ (TAO, องค์การบริหารส่วนตำบล) für die Tambon oder die Teile von Tambon im Landkreis, die zu keiner Stadt gehören.